# Richard Roth (Grafikdesigner)
Richard Roth (* 23. März 1907 in Augsburg; † 2003) war ein deutscher Grafikdesigner, Plakatkünstler und Hochschullehrer.

## Leben und Werk
Richard Roth studierte an der Akademie der Bildenden Künste München bei Adolf Schinnerer, an der Kunstgewerbeschule München bei Richard Klein und an der Hochschule für Grafik und Buchkunst Leipzig bei Walter Tiemann. Von 1934 bis 1938 war er als freiberuflicher Grafikdesigner tätig und gewann 1937 den Plakatwettbewerb für die Stuttgarter Gartenschau. Ab 1938 war Roth Werbeleiter in der Agentur Dorland, Berlin, als Nachfolger von Herbert Bayer. Von 1940 bis 1945 war Roth im Militärdienst. Nach dem Zweiten Weltkrieg übernahm er die Leitung des Münchner Büros von Dorland.

Das Logo des Bayerischen Rundfunks, 1962 von Richard Roth entworfen.

Richard Roth war 1952/1953 bei der Gestaltung der Deutschen Kommunikations- und Verkehrsausstellung in München beteiligt. Er gestaltete 1958 die Plakate für die Weltausstellung in Brüssel (Expo 58), die Bayerischen Motorenwerke und ein Cover der Zeitschrift die neue linie. Ab 1959 lehrte er Angewandte Grafik an der Münchner Akademie der bildenden Künste. 
Roth erhielt für seine Plakate zahlreiche Preise, unter anderem für die Landesgartenschau Stuttgart 1937, die DRUPA-Ausstellung Düsseldorf 1951 und die Internationale Automobil-Ausstellung Frankfurt am Main 1959. Er entwarf 1962 das Logo des Bayerischen Rundfunks, dessen abstrakte Grundform über 45 Jahre beibehalten wurde.